# Réserve naturelle nationale du Tanet-Gazon du Faing
La réserve naturelle nationale du Tanet-Gazon du Faing (RNN93) est une réserve naturelle nationale gérée par le Conservatoire d'espaces naturels de Lorraine. Elle couvre 505 hectares d'anciennes chaumes aux abords de la crête vosgienne, entre le col du Bonhomme et le col de la Schlucht, tout en étant éloignée de ces deux lieux d'intense circulation automobile.
Créée sur les communes de Plainfaing et du Valtin, de part et d'autre de la route des Crêtes par décret ministériel du 28 janvier 1988, sur l'actuel territoire du parc naturel régional des Ballons des Vosges, cette réserve de flore et de faune vosgiennes présente des paysages de prairies dégradées et de landes d'altitude.

## Localisation

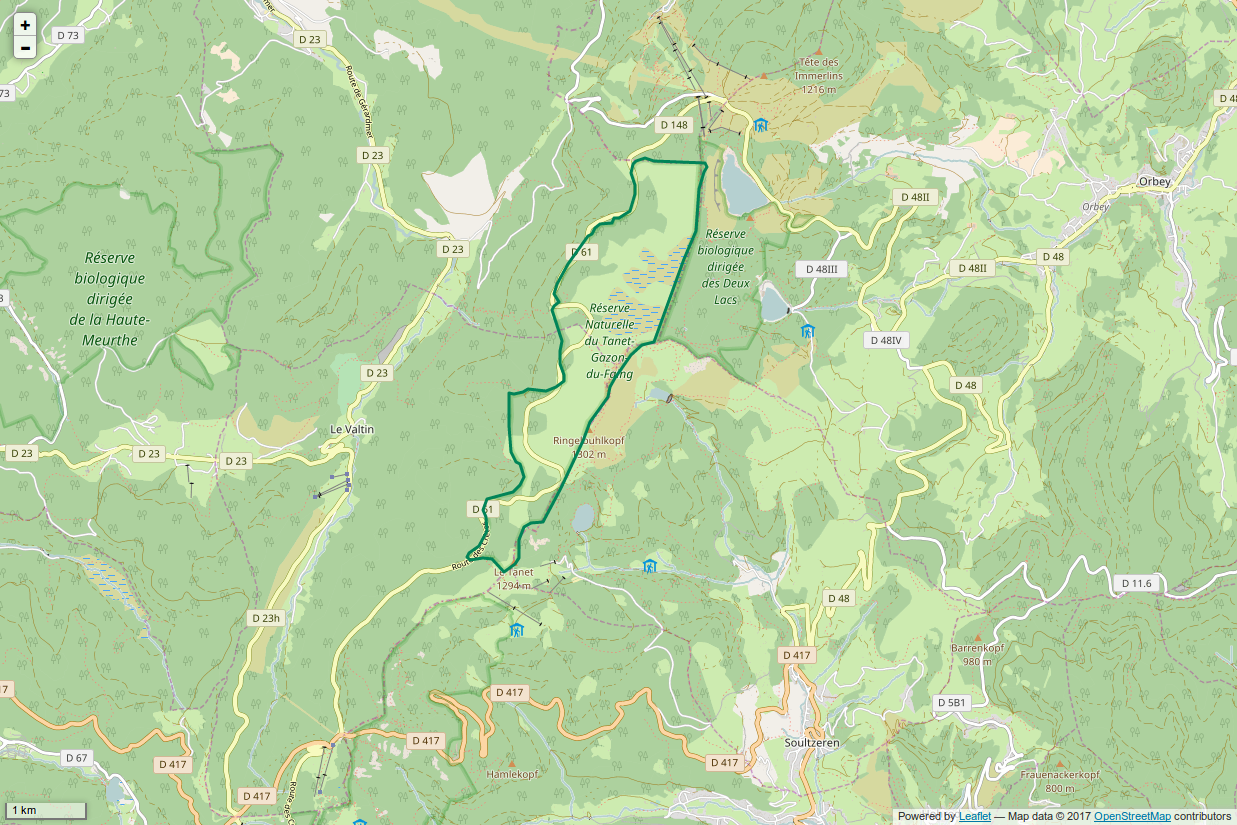
Périmètre de la réserve naturelle.

Le territoire de la réserve naturelle est constitué de forêts, de tourbières et d'anciennes hautes chaumes sommitales à une altitude variant entre 1 160 et 1 306 m. Il concerne deux communes vosgiennes : Le Valtin apporte l'ancien gazon de Faîte et l'ancien gazon du Tanet, Plainfaing l'ancien gazon du Faing. Le Tanet culmine à 1 292 mètres et le gazon du Faing à 1 306 m d'altitude.
Un sentier pédagogique de 1,9 km partant de la ferme-auberge du gazon du Faing permet de découvrir la réserve naturelle avec un lot d'informations sur sa flore, sa faune et son paysage. Il existe une zone rouge interdite au public, dite habitat de quiétude pour le coq de bruyère et la faune en général. Elle couvre 505 hectares principalement sur le gazon du Faing et la tourbière du Tanet. Notons que 185 ha font l'objet de mesures de protection et de surveillance renforcée.

## Écologie (biodiversité, intérêt écopaysager…)
La zone en réserve naturelle présente sur des sols à arènes issus des roches granitiques sous-jacentes :
1. Des anciennes prairies d'altitude, du moins ce qui reste de la strate herbacée des anciennes chaumes broutées, envahies de landes à éricacées (bruyères et canneberges), l'ensemble étant baptisé hautes chaumes par les biologistes.
2. Des tourbières : la réserve compte une dizaine de landes tourbeuses, dévoilant de la tourbe brune ou noire, parfois avoisinant des landes humides. Quelques petites tourbières sont maintenant boisées.
3. Des hêtraies d'altitude, parfois compactes, en progression.
4. Des hêtraies-sapinières ou forêts de hêtres et de sapins autrefois domaine du grand tétras sur les bas versants de la réserve et qui sont en régression alors que les plantations d’épicéa progressent.

Outre les rochers surmontant la corniche au-dessus de l'Alsace, le socle rocheux apparaît sous forme d'amoncellements de pierriers, de blocs et de boules de granite, typique d'érosion de glacier de calotte. La roche des Fées surplombant la route des Crêtes au nord du parking de la ferme-auberge à 1 210 m d'altitude en est un exemple remarquable. 

### Flore

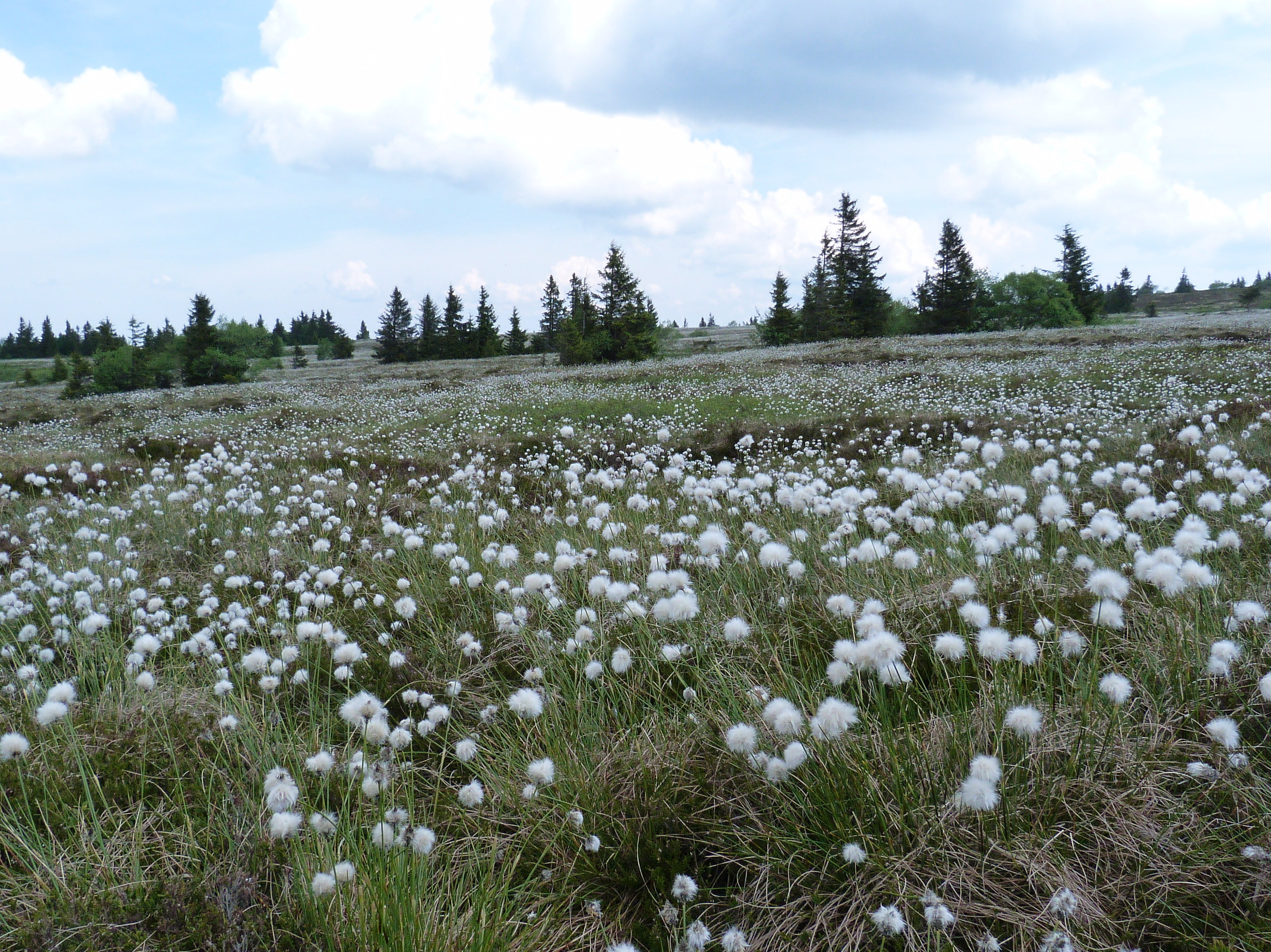
Champ de linaigrettes (Eriophorum vaginatum) au gazon du Faing

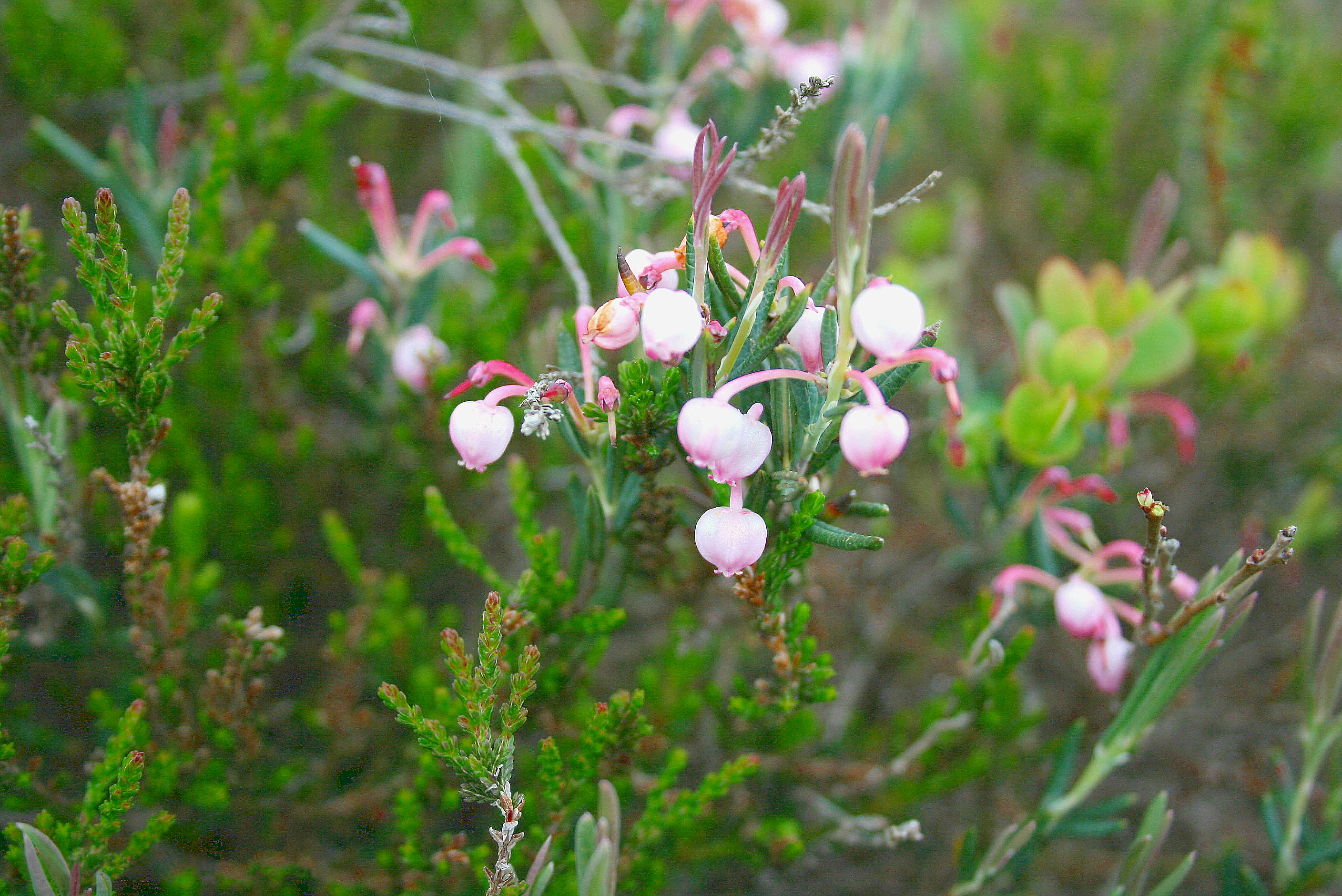
Andromède (Andromeda polifolia) au gazon du Faing

519 espèces botaniques, parfois caractéristiques de régions subarctiques, sont référencées. Parmi celles-ci, 102 lichens et champignons, 156 mousses, 24 fougères dont l'Athyrium des Alpes et 237 plantes vasculaires supérieures.
Terre d'élevage redevenue sauvage, rendue à la myrtille, à la myrtille des marais, à la canneberge et à la callune, la prairie sommitale autrefois couvertes de graminées — il en reste le nard rouge (Nardus stricta) — tend à se couvrir d'une strate arbustive. Dans les étendues les plus ventées, la callune (Calluna vulgaris) s'impose. La myrtille ou brimbelier local (Vaccinium myrtillius) couvre les endroits longtemps enneigés. Enfin, l'airelle des marais (Vaccinium uliginosum), l'airelle rouge (Vaccinium vitis-idaea) et la camarine noire (Empetrum nigrum) complètent la famille des éricacées. On y rencontre aussi l'œillet superbe. 
Mais en maints endroits, l'humidité stagnante favorise mousses et sphaignes, et les tourbières recommencent à croître. Les laîches et les linaigrettes les colonisent. La scheuchzérie des marais, l'andromède à la rose corolle en grelot, la rossolis à feuilles rondes et la grassette profitent de la fraîcheur du milieu.

### Faune
La variété des lisières permet de maintenir une faune variée de mammifères et d'insectes.
Les oiseaux dévoilent le caractère montagnard et nordique de la réserve. On y trouve par exemple le Merle à plastron (Turdus torquatus), la Bécasse des bois (Scolopax scolopax), la Gélinotte des bois (Bonasia bonasia), le Faucon pèlerin (Falco peregrinus)…

## Administration, plan de gestion, règlement
L’organisme gestionnaire est le Conservatoire d'espaces naturels de Lorraine dont le siège est à Sarrebourg. Sa délégation départementale des Vosges se trouve à Gérardmer.

### Outils et statut juridique
La réserve naturelle a été créée par un décret du 28 janvier 1988.

### Règlement
On peut se promener librement sur les sentiers balisés, avec toutefois une recommandation pour découvrir le site en été car le printemps et l'hiver sont des saisons sensibles pour la faune. Le camping et les feux sont interdits. 